# Ilham Naghiyev
 (juillet 2023).
Ilham Naghiyev (en azéri: İlham Əli oğlu Nağıyev ; né le 1er janvier 1988 à Bakou, en Azerbaïdjan) est un économiste, entrepreneur azéri, président du club de football d'association Baku United FC et fondateur de l’Organization Odlar Yurdu.

## Biographie
Après avoir obtenu son diplôme de l'école secondaire numéro 200 à Bakou en 2004, Ilham Naghiyev est admis la même année à l'Université d'État d'économie d'Azerbaïdjan, à la faculté d'administration et de gestion des affaires. Il poursuit ses études à l'Université SOAS de Londres de 2005 à 2006, et de 2006 à 2009 il étudie à la faculté de gestion des affaires de City, Université de Londres (CASS Business School). Trois ans après Ilham Naghiyev obtient le degré master (MBA) à l'Université d'État d'économie d'Azerbaïdjan . Actuellement, il suit une formation dans le cadre de l'Executive MBA TRIUM (programme conjoint de HEC Paris, de London School of Economics et de Stern School of Business de l'université de New York).Ilham Naghiyev est marié et a deux filles et un fils.

## Carrière
Ilham Naghiyev commence sa carrière en tant que PDG de GESCO OJSC en 2010 et reste à ce poste jusqu'en 2013. Parallèlement, il est actionnaire de cette société depuis 2010. Ilham Naghiyev est président du conseil de surveillance de GESCO OJSC de 2019 à 2022.
De 2013 à 2016, Ilham Nagiyev travaille comme directeur adjoint du département du personnel du Ministère de l'Éducation de la République d'Azerbaïdjan, puis comme directeur.
En 2016, Ilham Nagiyev a travaillé comme vice-président pour le développement stratégique de Bine Agro CJSC, et de 2017 à 2019, il est directeur exécutif de l'entreprise. De 2019 à 2021, Ilham Nagiyev est nommé président du conseil de surveillance de "Bina Agro" CJSC.
De 2017 à 2019 et de 2019 à 2021, et jusqu'à présent, Ilham Naghiyev dirige l'organisation Odlar Yurdu (OYO). En 2020, Ilham Naghiyev fonde le centre de recherche Odlar Yurdu.
Le club de football Baku United FC, qui réussit à rejoindre la National Futsal League d'Angleterre en tant qu'équipe professionnelle, est créé par Ilham Naghiyev en 2008.

## Articles
Ilham Naghiyev est l'auteur des articles suivants :
- Thinking aloud…
- Smart Agro Accelerator by Bine Agro
- Happy Republic Day!
- The Singapore model in the South Caucasus[3]
- Peace in South Caucasus critical to developing EU-China trade links
- Azərbaycanda və dünyada informasiya texnologiyalarının inkişaf tendensiyaları
- Once An Economic 'Frozen Zone,' Southern Caucasus May See Economic Boost Beyond Oil
- Texnologiya əsrində Azərbaycan: Gələcəyin İT tendensiyaları və biz
- Impacts of Covid-19 on the world economy
- İlham Nağıyev: Yeni İT trendlərinin biznesin inkişafına təsirləri.